# Gerry Carroll

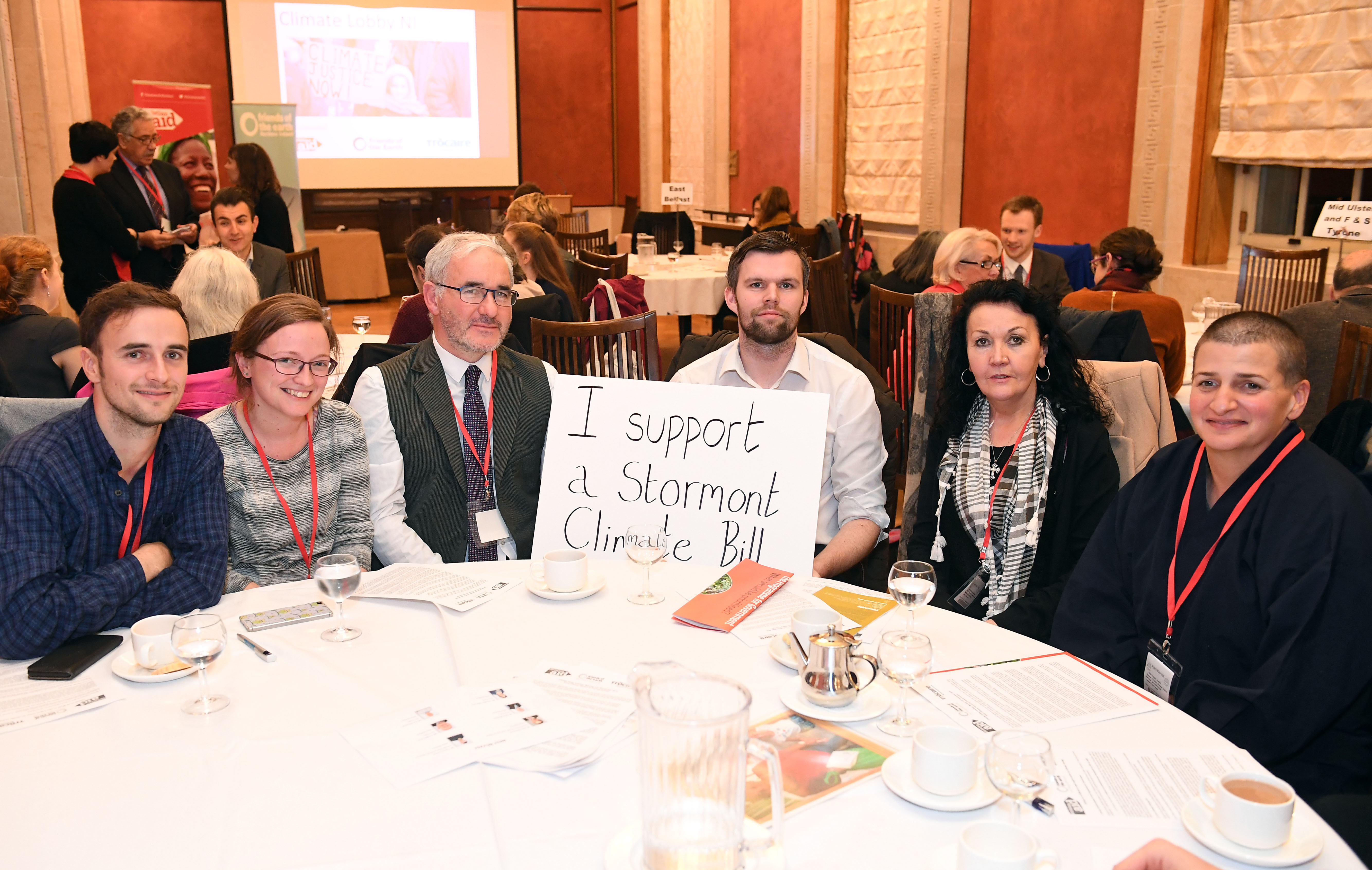
Gerry Carroll

Gerry Carroll (* 27. April 1987 in Belfast) ist ein nordirischer Politiker der People Before Profit (PBP), für welche er bei der Wahl zur Nordirland-Versammlung 2016 das erste Mitglied in der Nordirland-Versammlung wurde.

## Biographie
Carroll wuchs mit sechs Geschwistern als Kind von Geraldine und Gerry Carroll in Andersonstown, einem Stadtteil im Westen Belfasts, auf. Der erste Wahlerfolg seiner politischen Karriere, in welcher er zuvor primär in aktivistische Politikstrategien involviert war, gelang ihm, als er 2014 in das Stadtparlament Belfasts gewählt wurde, wo er in den Jahren 2014 bis 2016 die Region Black Mountain vertrat.
Carroll konnte bei der Wahl zur Nordirland-Versammlung 2016 im Wahlbezirk West-Belfast 8.299 Erstpräferenzen auf sich vereinigen und diesen Bezirk somit gewinnen. Bei der 2017 abgehaltenen Neuwahl konnte er sein Mandat verteidigen.

## Politische Einordnung
Als Aktivist war Gerry Carroll primär in Bewegungen gegen Armut und Krieg beteiligt. Da er sich auf primär auf die Klasse beruft, definiert Carroll sich weder als irischer Nationalist (bzw. als Vertreter eines irischen Republikanismus) noch als Unionist, sondern als revolutionärer Sozialist.